# Pascal Allizard
Pour les articles homonymes, voir Allizard.
 (octobre 2024).
Pascal Allizard est un homme politique français, né le 19 décembre 1962 à Paris (XVIIe).
Il est sénateur du Calvados depuis le 1er octobre 2014. Il est vice-président de la Commission des Affaires Étrangères, de la Défense et des Forces Armées depuis le 1er octobre 2017.
Il a été maire de Condé-en-Normandie et vice-président du conseil général du Calvados.

## Biographie

### Débuts dans l’industrie
Il est titulaire d’un baccalauréat série C, d'une maîtrise d'économie industrielle et d’un DEA en sciences de gestion de l’IAE de l’Université de Caen.
Il commence sa carrière en 1985 au sein de l’entreprise Champaux qui intégrera l’équipementier automobile, MGI Coutier, en 1990. Il en sera le directeur financier des filiales « métal et extrusion » jusqu'en 1998, année où il est nommé directeur de division.
À la tête de la division Ouvrants, il développe l'activité et participe à l'internationalisation du groupe. La division compte cinq sites industriels pour 1 300 collaborateurs et 200 millions d’euros de chiffre d’affaires. Les activités commerciales et industrielles se développent à l’international sur la Chine, le Brésil, l’Argentine, la Tunisie et la Turquie. En 2002, il rejoint Sedepa, société européenne d'équipement automobile, comme directeur — poste qu'il occupe jusqu'en 2006. Sedepa développe et gère la relation commerciale entre des équipementiers français ou étrangers et les constructeurs automobiles français.
Dans le cadre de son activité industrielle, il aura été vice-président de la chambre de commerce et d'industrie de Caen de 1993 à 1998 ; administrateur du comité d'expansion économique de Basse-Normandie : le Cebanor ; et administrateur du syndicat national du découpage-emboutissage : le Gimef.

### Économie et politique
Élu maire-adjoint aux Affaires économiques de Condé-sur-Noireau (Calvados) en 1989, il devient maire le 18 juin 1995, puis président de la  communauté de communes du Pays de Condé et de la Druance à sa création en décembre 2000.
Conseiller général du Calvados dès mars 1998, il sera rapporteur général du budget de 1998 à 2011, aux côtés d'Anne d'Ornano, puis président de la commission des finances, du budget et du personnel jusqu’en 2014, aux côtés de Jean-Léonce Dupont. Sa connaissance du milieu économique sera souvent mise en avant par ses pairs. Il sera ainsi élu à la présidence de Calvados Stratégie (agence départementale de développement économique), de 2002 à 2014, puis, du CNER (Fédération nationale des agences d’attractivité) de 2011 à 2015.
Il est secrétaire général de l'Union Amicale des Maires du Calvados de 2008 à 2014, aux côtés du Président Ambroise Dupont, après en avoir été son Vice-Président de 2001 à 2008.
Il est vice-président du pôle métropolitain Caen-Normandie de mars 2015 à septembre 2017.
Suppléant et assistant parlementaire du sénateur René Garrec de 2008 à 2014, il est élu sénateur du Calvados le 28 septembre 2014.

### Culture et diplomatie
Passionné de peinture, il multiplie les expositions à Condé-sur-Noireau. Face au succès croissant de ces programmations d’artistes peintres, il engage la création du musée Charles-Léandre. L’espace permanent consacré à Charles Léandre, Eduardo Leon Garrido et à la mémoire locale sort de terre, au sein de la médiathèque municipale. Une programmation régulière d’expositions temporaires sont à voir chaque saison. Le musée obtient rapidement une reconnaissance nationale et attire toujours plus de public diversifié au cœur de la Suisse normande. Féru d’histoire, il publie en 2010 un premier roman historique, Le Rideau et le Ouistiti, aux éditions Charles Corlet.
Pascal Allizard rejoint au Sénat la commission de la culture, de l’éducation et de la communication d'octobre 2014 à décembre 2016.
Il est diplômé en 2008 de l’Institut des hautes études de Défense nationale.
Il est membre de la Commission des Affaires européennes du Sénat depuis octobre 2014.
Il est élu vice-président de la délégation française à l'assemblée parlementaire de l’OSCE à son arrivée au Sénat.Il est nommé représentant spécial aux affaires méditerranéennes de l'AP-OSCE en juillet 2017.
En juillet 2018, à Berlin, il est élu par ses pairs vice-président de l'AP-OSCE. Il est réélu à Vienne en juillet 2021.
En février 2020, il devient vice-président du groupe PPE au sein de l'AP-OSCE.
Il a participé à plusieurs missions d’observation électorales conduites par l’OSCE : législatives Géorgie 2016, présidentielle Russie 2018, législatives Bulgarie 2021 (chef de mission). Il est désigné par le Président en exercice de l’OSCE comme coordinateur spécial pour les élections générales en Bosnie Herzégovine en 2022.
En janvier 2017, il rejoint la commission des Affaires étrangères, de la Défense et des Forces armées du Sénat dont il devient vice-président en octobre 2017. Il est co-rapporteur du programme 144 du budget de la Défense (perspective, études amont, renseignement). Il est co-auteur de vingt-huit rapports sénatoriaux dont deux remarqués sur les relations franco-chinoises et la Puissance chinoise en Europe. Il préside le groupe d'amitié sénatorial France-Pakistan et il est vice-président du groupe d’amitié sénatorial France-Russie.
Pascal Allizard est chevalier de l’ordre national du Mérite depuis 2004 et chevalier de la Légion d’honneur depuis 2011. Il est auditeur de la Défense nationale depuis 2009. Il appartient à la réserve citoyenne de la Gendarmerie nationale avec le grade de lieutenant-colonel de 2009 à 2017 et celui de colonel depuis 2017, titulaire de la médaille de bronze des services militaires volontaires. En 2022, le Général commandant les réserves de la Gendarmerie Nationale lui remet la médaille d’argent des réservistes de défense et de sécurité, agrafe réserve citoyenne.

### Engagement politique
Pascal Allizard s’engage pour Alain Juppé aux primaires de la droite et du centre pour l’élection présidentielle de 2017 dont il est le porte-parole départemental. Il préside la fédération LR du Calvados de janvier 2016 à juin 2019.
Il parraine Laurent Wauquiez pour le congrès des Républicains de 2017, scrutin lors duquel est élu le président du parti. Il intègre le shadow cabinet mis en place par Laurent Wauquiez avec la responsabilité des Affaires Étrangères. Il est membre de la Commission Nationale d’Investiture du parti depuis 2017.